# Az-Zalzala
Sūrat al-Zalzala (arabisk: سورة الزلزلة, "Jordskælvet") er den 99. sura i Koranen.
- بِسْمِ اللَّـهِ الرَّحْمَـٰنِ الرَّحِيمِ
  - I den nådige og barmhjertige Guds navn.

- إِذَا زُلْزِلَتِ الْأَرْضُ زِلْزَالَهَا
  - Når jorden rystes og skælver,

- وَأَخْرَجَتِ الْأَرْضُ أَثْقَالَهَا
  - når jorden krænger sine byrder ud,

- وَقَالَ الْإِنسَانُ مَا لَهَ
  - og mennesket siger: "Hvad fejler den?"

- يَوْمَئِذٍ تُحَدِّثُ أَخْبَارَهَا
  - På den dag kan den fortælle sine historier,

- بِأَنَّ رَبَّكَ أَوْحَىٰ لَهَا
  - for din Herre har indgivet den en åbenbaring.

- يَوْمَئِذٍ يَصْدُرُ النَّاسُ أَشْتَاتًا لِّيُرَوْا أَعْمَالَهُمْ
  - På den dag træder menneskene enkeltvis frem for at få deres gerninger at se.

- فَمَن يَعْمَلْ مِثْقَالَ ذَرَّةٍ خَيْرًا يَرَهُ
  - Den, der har gjort et støvgrans vægt af godt, vil se det,

- وَمَن يَعْمَلْ مِثْقَالَ ذَرَّةٍ شَرًّا يَرَهُ
  - og den, der har gjort et støvgrans vægt af ondt, vil se det.